# Chris Paul
Christopher Emmanuel Paul (n. 6 mai 1985, Winston-Salem, Carolina de Nord, SUA) este un jucător de baschet profesionist din National Basketball Association (NBA). Point Guard-ul a câștigat titlul NBA Rookie of the Year Award (2005/06), două medalii de aur la Jocurile Olimpice, și a ieșit pe primul loc în clasamentul NBA la capitolul assist-uri (de patru ori) și steals (de șase ori). De asemenea a fost selectat de nouă ori în echipa NBA All-Star.
El a fost selectat al patrulea în Draft-ul NBA din 2005 de către New Orleans Hornets și a fost transferat la Clippers în 2011.